# ヨウ化エチル
ヨウ化エチル（ヨウかエチル、英: ethyl iodide）は化学式C2H5Iまたは分子式CH3CH2Iで表される有機ヨウ素化合物。ヨードエタン（英: iodoethane）とも呼ばれる。常温で無色の油状液体で、引火性があり61℃以上で空気との爆発性混合気体を生じる。空気との接触や光線により分解し、褐色を帯びる。エタノール・ジエチルエーテルに任意の割合で溶解し、ベンゼン・エーテル・四塩化炭素にも溶ける。また、グリニャール試薬であるEtMgIの前駆体であり、エーテル中でマグネシウムと反応させるとこれを得ることができる。

## 製法
赤リンと無水エタノールの混合物にヨウ素を加え、これを加熱するとヨウ化エチルが生成される。これは不安定なヨウ化剤である三ヨウ化リンがin situで生成し、下に示す発熱反応が起きるためである。
{\displaystyle {\ce {3C_2H_5OH\ + PI_3 -> 3C_2H_5I\ + H_3PO_3}}}
この操作で得た反応混合物を蒸留をし、ヨウ素とリン酸を除去して精製を行うと目的物を得ることができる。

## 参考資料
- 松岡敬一郎『ヨウ素綜説（第二版）』霞ヶ関出版、1992年。ISBN 9784760301355。
- 国際化学物質安全性カード ヨウ化エチル ICSC番号:0479 (日本語版), 国立医薬品食品衛生研究所, (2004-04) 2009年9月28日閲覧。